# Kenny Sansom
Kenneth „Kenny“ Graham Sansom (* 26. September 1958 in Camberwell, London) ist ein ehemaliger englischer Fußballspieler und besitzt mit 86 Länderspielen die meisten Außenverteidiger-Einsätze für die englische Nationalmannschaft.

## Sportlicher Werdegang
Sansom begann seine Karriere als linker Abwehrspieler während seiner Schulzeit in den Jugendmannschaften von Crystal Palace und gab seinen Einstand für die erste Mannschaft bereits im Alter von nur 16 Jahren, womit er bis zum heutigen Tage der zweitjüngste Debütant in der Geschichte von Crystal Palace ist. Er war 1977 sowohl Mannschaftskapitän der Nachwuchsmannschaft von Palace, die den FA Youth Cup gewann, als auch für die englische Jugendauswahl seiner Altersklasse.
Sansoms ruhige Spielweise zeichnete sich zudem durch eine überdurchschnittliche Antrittsschnelligkeit sowie Stärken im Zweikampfverhalten und bei Flanken aus. Von 1976 an stand er nahezu ununterbrochen in der Mannschaft von Crystal Palace und verpasste von 156 Meisterschaftsspielen nur ein einziges. Bis zum Jahr 1979 gelangen Palace mit Sansom zwei aufeinanderfolgende Aufstiege von der Third Division bis in die First Division, wobei der Aufenthalt von Palace in der englischen Eliteklasse nur bis zum Abstieg 1981 anhalten sollte.
Im Sommer 1980 bot der FC Arsenal eine Million Pfund Ablösesumme für Sansom und stellte einen Tausch mit dem erst wenige Wochen zuvor von den Queens Park Rangers verpflichteten Stürmertalent Clive Allen in Aussicht. Palace nahm das Angebot an, so dass Sansom künftig im Highbury spielte und Allen im Gegenzug zu Crystal Palace wechselte. Im gleichen Sommer hatte er, nach seinem Debüt im Jahr zuvor gegen Wales (0:0), während der EM 1980 in Italien gespielt, als England bereits nach der Vorrunde ausschied.
Sansom benötigte sieben Jahre beim FC Arsenal, um eine Trophäe gewinnen zu können, da der Verein zu Beginn und in der Mitte der 1980er-Jahre stetig unter seinem Leistungsvermögen blieb. Sansom konnte sein Potential mehr in der Nationalmannschaft entfalten, als er zunächst bei der WM 1982 in Spanien mit England die zweite Gruppenphase erreichte. Auch bei der WM 1986 in Mexiko war Sansom weiterhin Stammspieler auf der Position des linken Außenverteidigers und absolvierte alle Partien, einschließlich der Viertelfinalniederlage gegen Argentinien, bei der das Hand Gottes-Tor fiel.
Als Sansom noch nicht einmal 30 Jahre alt war, hatte er zwischen 1980 und 1988 nur wenige Länderspiele unter den Trainern Ron Greenwood und später Bobby Robson verpasst und wurde von den potentiellen Alternativen auf seiner Position Derek Statham, Alan Kennedy und Nick Pickering nur selten in Freundschaftsspielen ersetzt.
Bis 1987 war Sansom gesetzter Stammspieler für Englands Trikot mit der Nummer 3, bis dann Stuart Pearce, Mannschaftskapitän und linker Verteidiger von Nottingham Forest, bei seinem ersten Einsatz gegen Brasilien überzeugen konnte, dabei sogar Englands Tor durch Gary Lineker vorbereiten konnte, und fortan zu einem sehr ernstzunehmenden Konkurrenten wurde. Dennoch war Sansom für die bevorstehende Europameisterschaft in Deutschland als erste Wahl auf seiner Position vorgesehen.
Im Jahr 1987 gewann Sansom seinen ersten englischen Pokal, als er Arsenal zu einem Sieg im Finale des Ligapokals gegen den FC Liverpool im Wembley-Stadion als Mannschaftskapitän anführte. Dabei war er an dem späten Siegtreffer durch Charlie Nicholas maßgeblich beteiligt.
In der darauffolgenden Saison verschlechterte sich das Verhältnis von Sansom zu Arsenals Trainer George Graham, der zudem die Aufgabe des Mannschaftskapitäns an den Neuling Tony Adams, der gerade einmal 21 Jahre alt war, weitergab. Sansom war dennoch weiterhin Stammspieler, obwohl Graham kurz zuvor Nigel Winterburn mit einem langfristigen Vertrag verpflichtet hatte. Arsenal erreichte erneut das Finale im Ligapokal und verlor es nach einem dramatischen Spiel mit 2:3 gegen Luton Town.
Bei der Europameisterschaft war Sansom Robsons Stammspieler auf der linken Außenverteidigerposition, wobei England mit drei Niederlagen enttäuschte und dabei im ersten Spiel Irland bei deren Europameisterschaftsdebüt mit 0:1 unterlag, wobei Irland von dem ehemaligen englischen Nationalspieler und Weltmeister von 1966, Jack Charlton, trainiert wurde.
Sansom unterlief ein folgenreicher Fehler bei dem einzigen Tor des Spiels, als er den Ball bei einer Abwehraktion hoch in die Luft schoss. Das anschließende Kopfballduell konnte der irische Spieler John Aldridge gewinnen, mit dessen Vorlage wiederum Ray Houghton den englischen Torwart Peter Shilton überwinden konnte. Sansom spielte auch in den beiden anderen Gruppenbegegnungen, aber es war nun deutlich, dass Pearce, der nur aufgrund einer Verletzung dem Turnier fernbleiben musste und durch Tony Dorigo ersetzt wurde, nach einer guten Saison bei Nottingham Forest unter Brian Clough die zukünftige Lösung auf der linken Abwehrseite darstellen würde. Nach neun Jahren und 86 Länderspielen, in denen Sansom ein Tor im WM-Qualifikationsspiel gegen Finnland im Jahr 1984 gelang, war Sansoms Nationalmannschaftskarriere, nur wenige Monate vor seinem 30. Geburtstag, beendet.
Bis zum heutigen Tag ist Sansom der englische Rekordnationalspieler für eine Außenverteidigerposition, wobei Pearce mit seinen 78 Länderspielen bis 1999 nur geringfügig unter der Marke blieb. Darüber hinaus haben mit Peter Shilton, Bobby Moore, Bobby Charlton, Billy Wright, David Beckham und Bryan Robson aktuell nur sechs Akteure mehr Länderspiele als Sansom.
Sansoms Laufbahn endete bei Arsenal nach 394 Spielen und sechs Toren. Danach erreichte er bei seinen anschließenden Vereinsstationen nie mehr sein zuvor gezeigtes Leistungsniveau. Nachdem er zunächst zu Newcastle United für eine Saison gewechselt war, schloss er sich danach den Vereinen Queens Park Rangers, Coventry City, FC Everton, FC Brentford und FC Watford an. Zum Abschluss seiner Profikarriere war er noch zwei Jahre im Amateurfußball aktiv. Winterburn übernahm nach Sansoms Weggang von Arsenal in den darauffolgenden 13 Jahren die Position des linken Verteidigers und gewann drei englische Meisterschaften, drei FA Cups, einen Ligapokal und einmalig den Europapokal der Pokalsieger.
Nach seiner Spielerkarriere hatte Sansom erhebliche finanzielle Probleme, die durch seine Geschäftsaktivitäten und eine Spielsucht hervorgerufen wurden. Zurzeit ist Sansom wieder als Spieler in Seniorenmannschaften und -turnieren unterwegs und ist gelegentlich als Experte und Kommentator für Fußballbegegnungen, zumeist unter Beteiligung von Crystal Palace und dem FC Arsenal, aktiv.

## Erfolge
- Englischer Ligapokal: 1987